# Національний музей етнографії та природної історії
Національний музей етнографії та природної історії (рум. Muzeul naţional de etnografie şi istorie naturală) — музей у столиці Молдови — місті Кишинів. Був заснований у жовтні 1889 на базі колекції експонатів першої сільськогосподарської виставки Бессарабії з ініціативи барона А. Стюарта. Таким чином, є найстарішим музеєм у Республіці Молдова, що функціонує зараз. Був спочатку Музеєм сільського господарства, потім Музеєм зоології, сільського господарства та народних промислів губернського земства. З 1926 — Кишинівський національний музей природної історії, з 1937 — Обласний музей Бессарабії, з 1940 — Республіканський музей МРСР, з 1957 — Державний музей історії та вивчення рідного краю, з 1983 — Державний музей вивчення рідного краю. З 1991 року музею надано його сучасну назву.
Незважаючи на численні реорганізації протягом усієї своєї історії музей зберіг два специфічні напрями — вивчення природи та культури Бессарабії.
Спочатку музей був у будівлі губернського земства, але у 1903—1905 рр. за проектом архітектора В. Циганка для музею було збудовано нову будівлю. У цьому будинку музей перебуває і зараз. З дня свого виникнення музей став важливим науковим та культурним центром Бессарабії, відомим не лише в Російській імперії, а й у європейських країнах. Серед людей, які зробили величезний внесок у розвиток музею, слід відзначити першого розпорядника музею Франта Остермана, засновника етнографічної колекції — Альбіну Остерман, натуралістів М. Зубовського, І. Красильскіка, С. Мілера, В. Безвалу, Ф. Поручика та ін. значення для розвитку музею мала діяльність Товариства натуралістів Бессарабії, заснованого у 1904 році. У 1906 році на території музею був організований перший ботанічний сад у Бессарабії, який існує й донині.
Будучи найстарішою установою у своїй галузі, музей брав участь у створенні більшості інших музеїв Молдови. Під егідою музею розташований музейний комплекс у селі Іванча Оргіївського району, де після реставраційних робіт було відкрито Музей народних промислів Молдови.
У фонді музею міститься геологічна, палеонтологічна, зоологічна, ентомологічна, археологічна, етнографічна та нумізматична колекції, що містять багато цінних і навіть унікальних експонатів, таких як скелет надгігантського динотерію (Dinoterium Gigantisimus), археологічні колекція бессарабських килимів XVIII—XX ст. та ін. Експонати з колекції музею виставлялися на численних експозиціях у країнах Європи, Америки, Африки та Азії. Фонд музею створює наукову основу для досліджень у різних галузях. Музей має в своєму розпорядженні цінну наукову бібліотеку.
1994 року в будівлі музею було засновано нову постійну експозицію «Природа. Людина. Культура», присвячена взаємозв'язку людини та природи на різних етапах історії, еволюції органічного світу, динаміці використання природних ресурсів та екології.
Адреса музею: Кишинів, вул. М. Когелнічану, 82.

## Нагороди
- Орден Пошани (Молдавія)